# Гуля Сергій Іларіонович
Сергій Іларіонович Гуля (18 серпня 1940, с. Мухарів, Берездівського району, Кам'янець-Подільської області, нині Славутського району Хмельницької області - 9 липня 2020, м. Рівне) — український письменник. Член національна спілка письменників України.

## Життєпис
Після закінчення середньої школи працював на шахті в Донбасі. А в 1964 році закінчив Харківський політехнічний інститут. Понад 15 років жив та працював у Сибіру. Там почав писати та друкуватися. У 1974 році Красноярське книжкове видавництво випустило окремою книжкою його повість «Яблоневый цвет». Із 1982 року проживає в Рівному та працював у виробничому об'єднанні «Азот». Тут почав писати рідною українською мовою. Друкував прозові твори у місцевій пресі, журналі "Дзвін", газеті "Літературна Україна", у болгарському тижневику "Ведрина".
Лауреат премії імені Світочів. У 2008 році став переможцем конкурсу "Гордість міста" у номінації "Кращий письменник Рівного".

## Твори
Його оповідання «Отчий дім» побачило світ у болгарському тижневику «Ведрина». Окремими виданнями вийшли повісті та оповідання: «Яблоневый цвет» (Красноярськ, 1974), «Лутова вишня» (1993), «У село до матері» (1994), «За стіною прозорою» (1996), «На вістрі ножа» (2004), "Духовності острів" (2005), "Комусь живому" (2007).